# Eni
|  | Per a altres significats, vegeu «Eni de l'Ànglia Oriental». |

Eni S.p.A., acrònim de Ente nazionale idrocarburi, és una empresa energètica italiana. Va ser creada pel govern d'Itàlia el 1953 com a empresa pública, propietat de l'Estat italià i va ser després convertida en societat anònima el 1992. Posteriorment l'Estat italià ha anat venent part important del capital accionariat en cinc fases —entre els anys 1995 i 2001—, però conservant una participació superior al 30% i mantenint així mateix el control efectiu de l'empresa, reservant-se el dret de nomenar al president i a l'administrador delegat. Actualment cotitza les seves accions en la Borsa d'Itàlia i en la Borsa de Nova York.
El seu primer president va ser Enrico Mattei. En 2024, Eni està present de 64 països amb 32.492 empleats. Des el 10 de maig de 2023 el president d'Eni és Giuseppe Zafarana.

## Història
Eni va ser fundada el 1953 a partir d'una empresa existent, Agip, que va ser creada el 1926 amb l'objectiu d'explorar jaciments petrolífers, adquirir i comercialitzar petroli i derivats.
A partir de 1954, Eni va adquirir amplis drets d'exploració al nord d'Àfrica, especialment a Egipte.
El 27 d'octubre de 1962, l'avió d'Enrico Mattei, president d'Eni, va explotar misteriosament prop de Bascapè, Italia. Durant els anys següents, Eni va signar nous contractes de risc compartit amb empreses estrangeres per subministrar petroli cru d'Egipte a l'Iran i de Líbia a Tunísia.
A mitjans de la dècada de 1970, Eni va planejar una important infraestructura per transportar gas natural a llargues distàncies, mitjançant la construcció de l'oleoducte Trans-mediterrani.
Després de la inauguració de l'Oleoducte Transmediterrani que connecta Algèria amb Sicília a través de Tunísia, Eni signa un nou acord amb Líbia per a l'explotació del major jaciment petrolífer de centre de la Mediterrània, i desenvolupa el seu paper internacional dins de la indústria petroliera.
El 1992, Eni va esdevenir una societat anònima per Decret Llei i va cotitzar a la Borsa de Valors d'Itàlia i Nova York el 1995.
De 1995 a 1998, Eni va presentar quatre ofertes d'accions amb total èxit, ja que el 70% dels seus actius de capital es van vendre a accionistes privats.
Després d'obtenir una llicència el 2006 per a l'exploració d'una àrea costa fora al nord de Moçambic, Eni ha anunciat diversos descobriments importants de gas natural entre 2011 i 2012.
Entre 2010 i 2020 Eni amplia el seu negoci a través de la creació d'algunes societats participades en diversos sectors, per exemple el del transport sostenible quan el 2013 va llançar Enjoy, el seu servei de car sharing, o el sector retail, amb la creació el 2017 de la seva empresa minoritària Eni gas e luce SpA,a partir del 7 de març del 2022 convertida en Eni Plenitude.

## Sectors productius
Els sectors productius en els quals opera Eni el 2021 són:
- Petroli
- Gas natural
- Generació d'energia elèctrica
- Enginyeria i construcció
- Indústria petroquímica

## Activitats productives
Les activitats d’Eni se situen en el sector petrolier i de gas natural, petroquímica, producció d'energia elèctrica i enginyeria de la construcció. Amb la venda de Snamprogetti a Saipem, Eni es converteix en una de les empreses a l'avantguarda mundial en serveis d'enginyeria offshore i onshore per a la indústria petroliera. Saipem al seu torn també cotitza en la borsa.
Des de la dècada de 2000, Eni ha iniciat una transició energètica a favor de les energies renovables a través de la col·laboració amb diversos socis i institucions de recerca. El 2008, Eni va signar un acord amb el MIT per a activitats de recerca energètica destinades a desenvolupar tecnologies solars avançades, renovat en 2019. En 2014 la refineria convencional de Porto Marghera es va convertir en una planta de biorefineria amb l'objectiu de transformar matèries primeres d'origen biològic en biocombustibles d'alta qualitat.
El 2018 Eni es va convertir en el primer accionista de l'empresa americana Commonwealth Fusion Systems (CFS), una spin-out del Massachusetts Institute of Technology (MIT) de Boston. CFS té com a objectiu construir un reactor de fusió basat en la tecnologia tokamak molt més compacte i econòmic en comparació amb altres projectes existents com el internacional d'ITER. El 5 de setembre de 2021, CFS va construir i provar amb èxit un prototip d’imant a escala 1: 1 basat en superconductors HTS (High Temperature Superconductors). L'experiment va demostrar, per primera vegada, que és possible crear una càmera de fusió en la qual el confinament del plasma estigui assegurat per aquest tipus de superimants. Aquest tipus de cambra de fusió permetrà al reactor assolir les temperatures molt altes, superiors als 100 milions de graus, necessàries per fer possible la fusió controlada de deuteri i triti i produir energia sostenible.

## Divisions
ENI es troba organitzada en tres grans divisions operatives:
- Divisió I&P (Exploration and Production), les activitats de la qual són l'exploració i producció de hidrocarburs.
- Divisió G&P (Gas and Power), les activitats del qual són la producció i comercialització de gas natural i d'energia elèctrica.
- Divisió R&M (Refining and Marqueting), les activitats del qual són la refinació del petroli i comercialització dels seus derivats.

## Principals accionistes
Els principals accionistes d'Eni són:
- La República Italiana, a través del Ministeri d'Economia i Finances, que posseeix el 1,99%
- La Cassa Depositi i Prestiti (Caixa de Dipòsits i Préstecs, de la qual el 82,77% és també controlat pel Ministeri d'Economia i Finances), amb 28,5%

## Estructura empresarial
ENI té a més participació en les següents empreses:
- Eni Rewind (química i petroquímica)
- Saipem (perforació i construcció de plataformes)
- Versalis (Química bàsica, petroquímica i plàstics)
- EniProgetti (Serveis d'enginyeria)
- EniPower (energia elèctrica)
- Eni Plenitude (producció i comercialització de gas i electricitat)